# گربه‌ماهی بزی
گربه‌ماهی بزی (نام علمی: Arius sumatranus) نام یک گونه از خانواده گربه‌ماهیان دریایی است.